# Grégoire V Karavège
Grégoire ou Grigor V Karavège (en arménien Գրիգոր Ե Քարավեժ) est  le  Catholicos de l'Église apostolique arménienne de 1193 à 1194.

## Biographie
Grégoire V Karavège ou  K‘aravēž, surnommé Manoug (le Jeune), appartient lui aussi à la famille des Pahlavouni puisqu’il est le fils du prince Vahram, fils de Basile le Vieux, donc le propre neveu du Catholicos Grégoire IV Tgha.
À la mort de ce dernier, il est élu Catholicos à l'âge de 22 ans, comme candidat du clergé traditionaliste surtout puissant en Grande-Arménie, au détriment de son cousin l’évêque Grégoire Apirat et de Nersès de Lampron, qui a été le tout puissant auxiliaire du défunt Catholicos. 
Le futur roi Léon II d'Arménie a trop besoin de l’amitié des Latins pour accepter cette opposition et Grégoire V est déposé au bout d’un an en faveur de Grégoire VI Apirat. Le Catholicos déchu est enfermé dans le château de Kopitar. On le trouve mort au pied de sa prison (1194).